# Tolmezzo
Tolmezzo (tysk: Tolmein; slovensk: Tolmeč) er en by og kommune i den norditalienske provins Udine i regionen Friuli-Venezia Giulia, byen har 9.833(2023) indbyggere.
Byen er placeret ved floderne Tagliamento og Friaul og var tidligere hovedbyen i den historiske romerske region Carnia. Den er knudepunkt for trafikken i det nordøstlige Italien, da der udgår motorvej, Autostrada 23, mod både grænsebyen Tarvisio og videre østpå mod Villach i Østrig samt sydpå mod Udine og videre til Adriaterhavet. Desuden er der en hovedvej mod nord til Plöckenpass ved grænsen til Østrig.
Omkring 1420 blev byen annekteret af Republikken Venedig, men byen beholdte sine handelsrettigheder. Efter Freden i Campo Formio i 1797 blev det overdraget til Østrig og efter en kort periode med fransk overherredømme blev den i 1815 indlemmet i vicekongeriget Lombardiet-Venetien, som var klientstat til Østrig. Efter Pragfreden i 1866 blev den indlemmet i det nye Kongeriget Italien.
1. 1 2  demo.istat.it (fra Wikidata).